# Fritz Elsas
Fritz Julius Elsas (né le 11 juillet 1890 à Cannstatt, mort le 4 janvier 1945 à Oranienburg-Sachsenhausen) est un homme politique allemand, résistant au nazisme.

## Biographie
Fils d'un industriel, il étudie le droit à Munich, Berlin et Tübingen et obtient en 1912 un doctorat en sciences politiques. Au début de la Première Guerre mondiale, il se porte volontaire mais est refusé à cause d'une déficience visuelle forte.
D'août 1914 à janvier 1915, il travaille à la Chambre de Commerce de Stuttgart. Il conçoit un système d'approvisionnement alimentaire qui devient un modèle. À partir de février 1915, il est employé par la ville de Stuttgart, dernièrement en tant que directeur de bureau alimentaire de la ville avec huit départements et plus de 200 employés.
En 1919, il s'inscrit au Parti démocrate allemand (DPP) et devient conseiller municipal de Stuttgart. En raison des attaques antisémites, même s'il s'est converti au protestantisme au cours de ses études, il renonce à devenir bourgmestre-gouverneur pour le DDP. En 1924, il est élu député du Parlement de Wurtemberg.
En 1926, il est nommé vice-président de l'Association des villes allemandes (de) et part pour Berlin. En avril 1931, il est nommé conseiller auprès du bourgmestre-gouverneur de Berlin Heinrich Sahm.
Après la prise du pouvoir par les nationaux-socialistes en 1933, il est licencié après avoir pris congé. En raison de son origine juive, il est mis à la retraite. Au début, il travaille comme expert économique et monétaire. En 1937, il est arrêté et emprisonné pour des infractions économiques et passe cinq mois en prison.
Depuis 1934, Elsas est en contact avec le groupe de résistance dirigé par le juge Ernst Strassmann à Berlin et l'homme d'affaires Hans Robinsohn à Hambourg. De même, il est en liaison avec l'ancien bourgmestre de Dresde, Carl Friedrich Goerdeler. Il écrit une proclamation où il se voit diriger la Chancellerie du Reich dans le gouvernement de Goerdeler en s'imaginant que le complot du 20 juillet 1944 contre Adolf Hitler réussirait.
Après l'échec du complot, il cache Goerdeler. Le 10 août 1944, Elsas est arrêté et torturé par la Gestapo. Il passe quatre mois dans la prison de Lehrter Straße. Il est envoyé au camp d'Oranienburg-Sachsenhausen en décembre 1944 et fusillé sans procès le mois suivant. Sa femme, son fils et leurs deux enfants sont détenus sous la Sippenhaft à Buchenwald et à Ravensbrück.
Fritz Elsas était un ami de Theodor Heuss. Sa fille Hanne épouse en août 1945 le fils de Heuss Ernst Ludwig.
Les villes de Berlin et de Stuttgart ont donné à l'une de leurs rues le nom de Fritz Elsas.